# Tarjeta de Movilidad Integrada

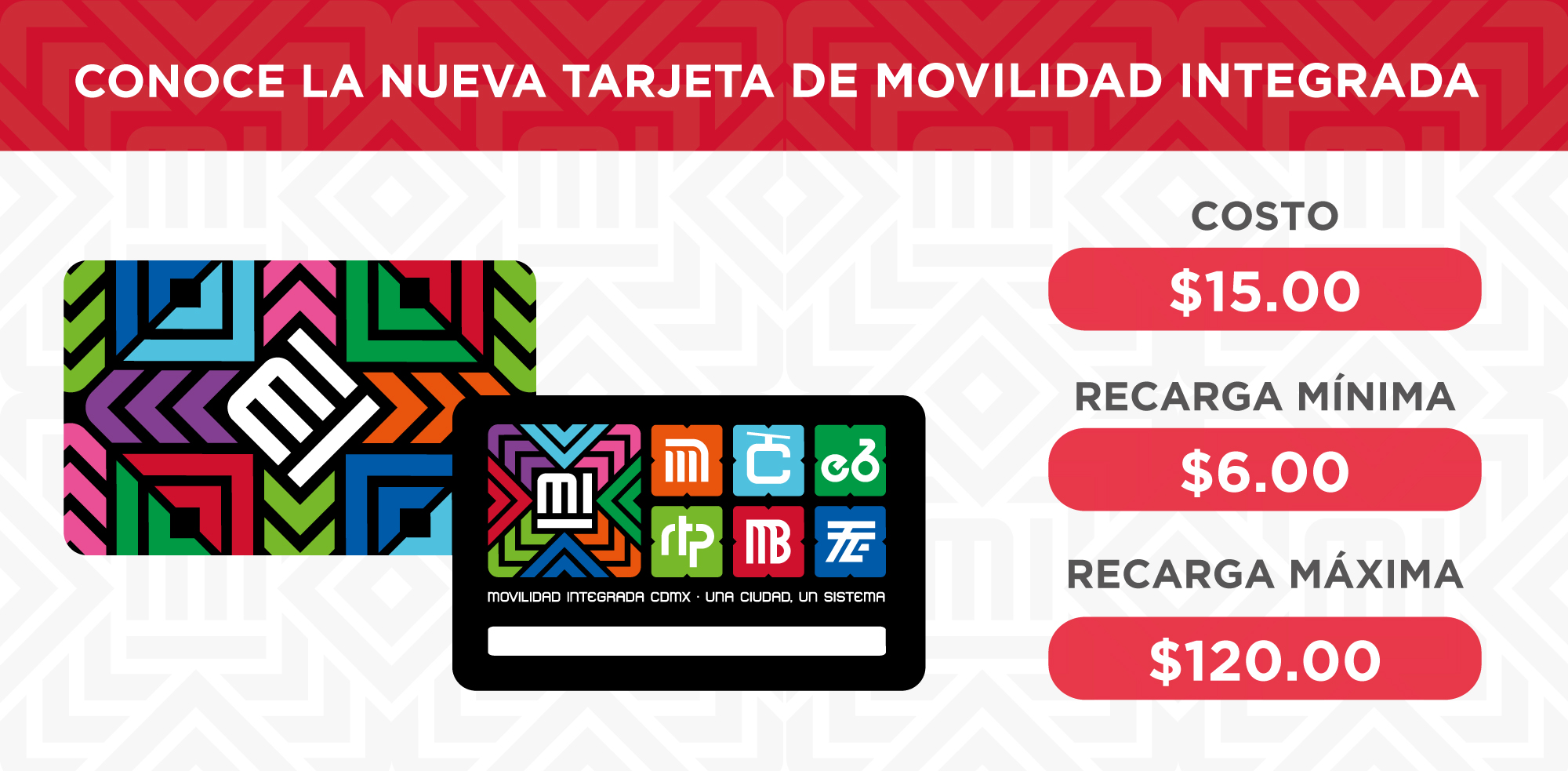
Nueva Tarjeta de Movilidad de la Ciudad de México que integra la cromática y colores de STC Metro, Metrobús, RTP, STE, Ecobici, Cablebús y CETRAM

La Tarjeta de Movilidad Integrada (MI) es un medio de pago electrónico con formato sin contacto diseñado para el Sistema de Movilidad Integrada de la Ciudad de México. Está basada en el estándar internacional Calypso, su emisión y mantenimiento se encuentran a cargo del Gobierno de la Ciudad de México y es compatible con el Metro de la Ciudad de México, Metrobús, Tren Ligero, Ecobici, Cablebús y El Insurgente.  
Desde el 2020 el Cablebús, los trolebuses del Servicio de Transportes Eléctricos de la Ciudad de México  y los autobuses de la Red de Transporte de Pasajeros de la Ciudad de México así como el acceso a los biciestacionamientos públicos han implementado sensores para el pago con esta tarjeta.
Funciona de manera similar a una tarjeta de débito por lo cual se debe cargarle saldo y este es descontado cuando se utiliza en el transporte.

## Historia

### Antecedentes
El antecedente de pago automático en el metro de la Ciudad de México tiene antecedentes en el abono, un boleto convencional pero hecho de plástico, con el cual podía entrarse al sistema una y otra vez. Se vendió de 1986 a 1995.  
El proyecto de una tarjeta para el pago electrónico del transporte público en la Ciudad de México inició el 17 de octubre de 2005, cuando comenzó un periodo de prueba en el Metro de la Ciudad de México para las personas exentas de pago en el sistema. La primera tarjeta para el público en general se puso a la venta el 17 de junio de 2006, cuando se vendieron las primeras 17 mil 950 tarjetas. En marzo de 2008 se vendieron 1 millón 200 mil tarjetas más.

### Desarrollo
El 17 de octubre de 2012 se inició el proceso de una tarjeta única sin contacto para el transporte capitalino, emitiéndose la Tarjeta del Distrito Federal (TDF) con una primera edición de 2 millones 900 mil plásticos. En octubre de 2014 se emitió una nueva tarjeta homologada para todos los transportes, incluyendo la compatibilidad con el sistema EcoBici. Esta última debía solicitarse actualizada en este sistema. En 2014 la tarjeta fue renombrada como Tarjeta CDMX.
En 2018 se inició una nueva transición de este sistema de pago basado en el estándar internacional Calypso creado por la organización sin fines de lucro Calypso Networks Association. La nueva tarjeta única de transporte de la Ciudad de México llamada Tarjeta de Movilidad Integrada fue presentada el 16 de octubre de 2019 y tiene un diseño en el que colaboró Lance Wyman, creador del logotipo del Metro de la Ciudad de México, entre otros trabajos.
A partir del 31 de enero de 2020 los sistemas de cobro de la ciudad dejaron de aceptar las tarjetas anteriores, con excepción del Metrobús en donde dejaron de funcionar el 21 de febrero.
Desde 2021, el Gobierno de la Ciudad de México no ha lanzado ediciones conmemorativas o especiales de la Tarjeta de Movilidad Integrada o bien; ediciones personalizadas tipo credencial (similares a la Tarjeta bip! de la Red Metropolitana de Movilidad de Santiago de Chile) aunque se prevé hacer esta acción en un futuro.[cita requerida]
Desde septiembre de 2023, se integra el tren El Insurgente al utiizar la tarjeta como medio de pago para viajar. Por está razón,se dio el incremento de monto máximo de recarga que pasaría de $120.00 MXN a $500.00 MXN.

## Sistemas que aceptan la tarjeta
La tarjeta de Movilidad Integrada es utilizada por la mayoría de los sistemas de transporte oficiales de la Ciudad de México
| Sistema de transporte                                       | Costo de la tarjeta (pesos) | Recarga                                                                   | Estatus |
| ----------------------------------------------------------- | --- | ------------------------------------------------------------------------- | --- |
| Metro de la Ciudad de México                                | $5 por un viaje | Taquillas del sistema y máquinas de venta y recarga                       | Activo; desde octubre de 2019 |
| Metrobús                                                    | $6 por un viaje | Máquinas de venta y recarga                                               | Activo; desde octubre de 2019 |
| Cablebús                                                    | $7 por un viaje | Máquinas de venta y recarga                                               | Activo; desde julio de 2021 |
| Tren Ligero                                                 | $3 por un viaje | Taquillas y máquinas de venta y recarga                                   | Activo; desde octubre de 2019 |
| Trolebús                                                    | $3 por un viaje |                                                                           | Activo en la mayoría de las rutas; desde enero de 2020                                                                                         |
| Ecobici                                                     | - | Centros de atención de Ecobici                                            | Activo; desde octubre de 2019 |
| Red de Transporte de Pasajeros de la Ciudad de México (RTP) | $2-5 por un viaje | -                                                                         | Activo en la mayoría de las rutas; desde enero de 2020                                                                                         |
| Biciestacionamientos públicos                               | - | -                                                                         | Activo; desde octubre de 2019 |
| Corredores Concesionados de la Ciudad de México             | $8 por un viaje, solo dentro de la Ciudad de México, para Corredores Concesionados de la Ciudad de México con Rutas de cobertura dentro del Estado de México se tiene pendiente su implementación. | Máquinas de venta y recarga de los sistemas Metro, Metrobús y Tren Ligero | Activo; desde enero de 2022 (se prevé la implementación de esta forma de pago en las unidades que cambien a esquema de corredor concesionado.) |
| El Insurgente                                               | |                                                                           | Activo; desde septiembre de 2023 |

## Características
- El saldo máximo para la tarjeta es de $500 pesos mexicanos.[12]
- El saldo cargado tiene una vigencia de 300 días naturales.
- El costo de la tarjeta es de $15 pesos mexicanos tanto en las taquillas del metro o tren ligero, así como en las máquinas expendedoras de tarjetas del metro, tren ligero y Metrobús.[13]